# بزنونیک

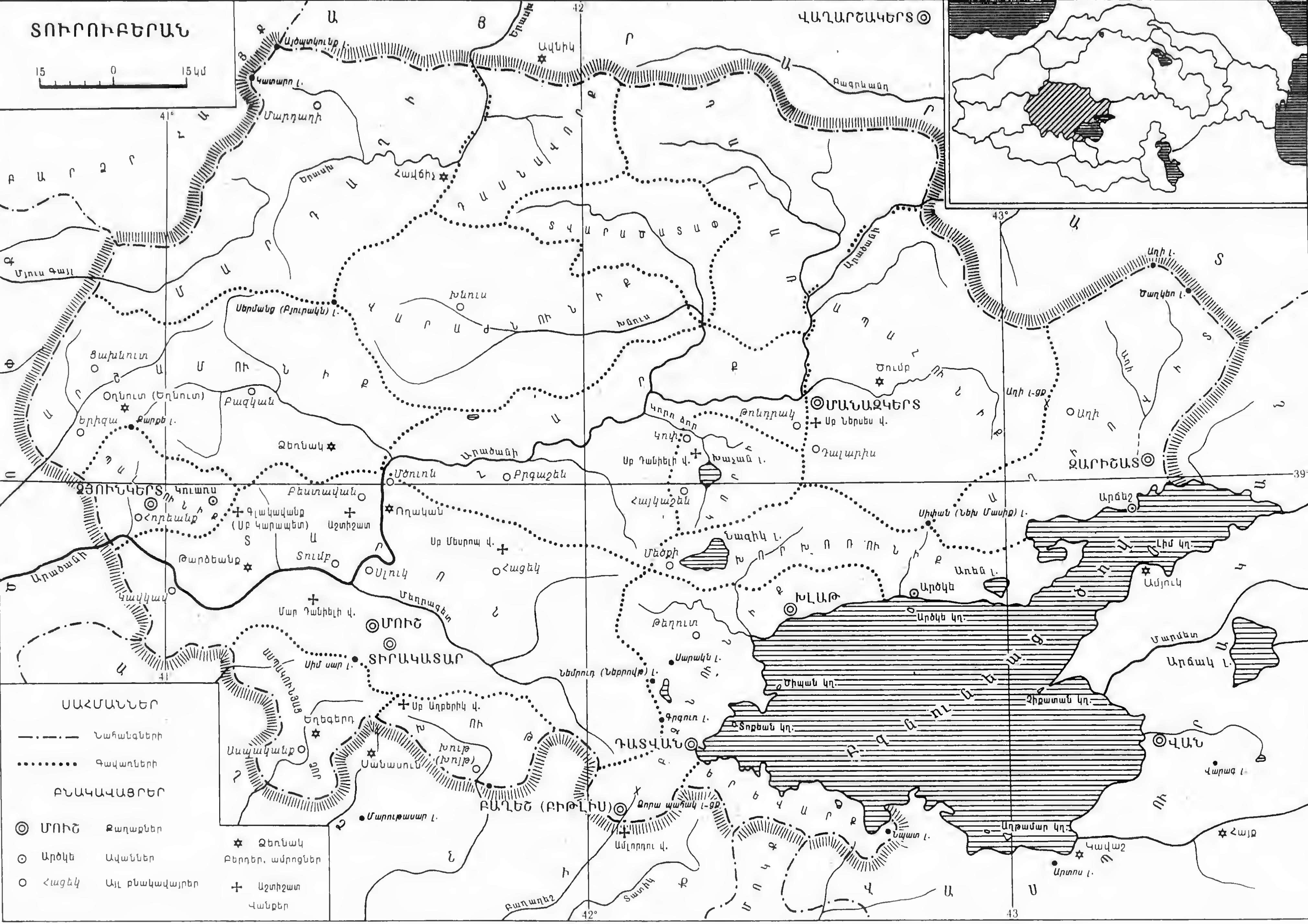

بزنونیک (ارمنی: Բզնունիք) یک کانتون  می باشد که در ایالت توروبران ارمنستان بزرگ واقع شده بوده است.